# 洪家大屋
洪家大屋位于中国安徽省黄山市祁门县祁山镇东大街敦仁里，2013年被列为第七批全国重点文物保护单位。
洪家大屋始建于清道光二十四年（1844年），总占地面积1200余平方米，包括承恩堂、养心斋、承泽堂、思补斋，承恩堂居中、后有养心斋，左有承泽堂、思补斋，具有典型徽派建筑特点。
清咸丰十年（1960年）六月，曾国藩率湘军与太平军作战期间，入驻洪家大屋。同治元年（1962年）十一月初七太平军攻入祁门，在承泽堂前墙上留有题字。